# Karabin S&T Motiv K14
S&T Motiv K14 – południowokoreański karabin wyborowy kalibru 7,62 mm. Od roku 2013 na wyposażeniu armii koreańskiej.
K14 jest powtarzalnym karabinem wyborowym, z czterotaktowym zamkiem ślizgowo-obrotowym. Podstawowa wersja karabinu wyposażona jest w osadę ze stałą kolbą z regulowaną stopką, poduszką policzkową i składaną podporą tylną o regulowanej wysokości. 
W przedniej części znajduje się łoże zintegrowane z zestawem czterech szyn Picatinny. Karabin ponadto wyposażono w samonośną lufę.